# Gran Premio di superbike di Shah Alam 1991
Il Gran Premio di Superbike di Shah Alam 1991 è stata la nona prova su tredici del campionato mondiale Superbike 1991, è stato disputato il 1 settembre sul Circuito di Shah Alam e ha visto la vittoria di Raymond Roche in gara 1, lo stesso pilota si è ripetuto anche in gara 2.

## Risultati

### Gara 1

#### Arrivati al traguardo[1]
| Pos. | Nº | Pilota            | Motocicletta | Tempo     | Griglia | Punti |
| ---- | -- | ----------------- | ------------ | --------- | ------- | ----- |
| 1º   | 1  | Raymond Roche     | Ducati       | 38:56.060 | 2º      | 20    |
| 2º   | 2  | Fabrizio Pirovano | Yamaha       | +0:03.500 | 10º     | 17    |
| 3º   | 25 | Davide Tardozzi   | Ducati       | +0:03.720 | 6º      | 15    |
| 4º   | 23 | Doug Polen        | Ducati       | +0:03.900 | 1º      | 13    |
| 5º   | 4  | Robert Phillis    | Kawasaki     | +0:04.760 | 4º      | 11    |
| 6º   | 9  | Giancarlo Falappa | Ducati       | +0:12.150 | 7º      | 10    |
| 7º   | 77 | Aaron Slight      | Kawasaki     | +0:15.140 | 5º      | 9     |
| 8º   | 5  | Carl Fogarty      | Honda        | +0:20.050 | 11º     | 8     |
| 9º   | 3  | Stéphane Mertens  | Ducati       | +0:24.170 | 3º      | 7     |
| 10º  | 7  | Terry Rymer       | Yamaha       | +0:25.950 | 8º      | 6     |
| 11º  | 55 | Andrew Stroud     | Kawasaki     | +0:28.310 | 12º     | 5     |
| 12º  | 27 | Fred Merkel       | Honda        | +0:28.700 | 9º      | 4     |
| 13º  | 24 | Jeffry de Vries   | Yamaha       | +0:42.390 | 17º     | 3     |
| 14º  | 30 | Juan López Mella  | Honda        | +0:44.220 | 13º     | 2     |
| 15º  | 66 | James Knight      | Kawasaki     | +0:45.720 | 14º     | 1     |
| 16º  | 31 | Simon Crafar      | Yamaha       | +0:49.220 | 16º     |       |
| 17º  | 35 | Scott Doohan      | Yamaha       | +0:49.650 | 15º     |       |
| 18º  | 99 | Jean-Yves Mounier | Yamaha       | +0:53.200 | 19º     |       |
| 19º  | 33 | Meng Heng Kuan    | Yamaha       | +1:32.210 | 20º     |       |
| 20º  | 46 | Simon Cheung      | Honda        | +2 giri   | 21º     |       |
| 21º  | 40 | Peter Smolik      | Suzuki       | +3 giri   | 22º     |       |

#### Ritirato
| Nº | Pilota        | Motocicletta | Giri     | Griglia |
| -- | ------------- | ------------ | -------- | ------- |
| 37 | Trevor Jordan | Suzuki       | +19 giri | 18º     |

### Gara 2

#### Arrivati al traguardo[2]
| Pos. | Nº | Pilota            | Motocicletta | Tempo     | Griglia | Punti |
| ---- | -- | ----------------- | ------------ | --------- | ------- | ----- |
| 1º   | 1  | Raymond Roche     | Ducati       | 38:55.400 | 2º      | 20    |
| 2º   | 3  | Stéphane Mertens  | Ducati       | +0:02.740 | 3º      | 17    |
| 3º   | 2  | Fabrizio Pirovano | Yamaha       | +0:03.250 | 10º     | 15    |
| 4º   | 77 | Aaron Slight      | Kawasaki     | +0:03.400 | 5º      | 13    |
| 5º   | 23 | Doug Polen        | Ducati       | +0:03.510 | 1º      | 11    |
| 6º   | 25 | Davide Tardozzi   | Ducati       | +0:15.610 | 6º      | 10    |
| 7º   | 5  | Carl Fogarty      | Honda        | +0:24.040 | 11º     | 9     |
| 8º   | 31 | Simon Crafar      | Yamaha       | +0:33.230 | 16º     | 8     |
| 9º   | 27 | Fred Merkel       | Honda        | +0:37.450 | 9º      | 7     |
| 10º  | 30 | Juan López Mella  | Honda        | +0:37.760 | 13º     | 6     |
| 11º  | 66 | James Knight      | Kawasaki     | +0:37.850 | 14º     | 5     |
| 12º  | 99 | Jean-Yves Mounier | Yamaha       | +0:39.070 | 19º     | 4     |
| 13º  | 24 | Jeffry de Vries   | Yamaha       | +0:39.450 | 17º     | 3     |
| 14º  | 35 | Scott Doohan      | Yamaha       | +0:50.720 | 15º     | 2     |
| 15º  | 33 | Meng Heng Kuan    | Yamaha       | +1:22.900 | 20º     | 1     |
| 16º  | 55 | Andrew Stroud     | Kawasaki     | +1 giro   | 12º     |       |
| 17º  | 46 | Simon Cheung      | Honda        | +3 giri   | 21º     |       |

#### Ritirati
| Nº | Pilota            | Motocicletta | Giri     | Griglia |
| -- | ----------------- | ------------ | -------- | ------- |
| 7  | Terry Rymer       | Yamaha       | +9 giri  | 8º      |
| 9  | Giancarlo Falappa | Ducati       | +13 giri | 7º      |
| 4  | Robert Phillis    | Kawasaki     | +16 giri | 4º      |
| 37 | Trevor Jordan     | Suzuki       | +22 giri | 18º     |
| 40 | Peter Smolik      | Suzuki       | +23 giri | 22º     |